# Han Seung Soo
Han Seung-soo (Gangwon, 28 de diciembre de 1936) es un político y diplomático surcoreano. Ocupó el cargo de primer ministro de Corea del Sur desde el 29 de febrero de 2008 hasta el 28 de septiembre de 2009. Además, fue presidente de la Asamblea General de las Naciones Unidas entre 2001 y 2002.
Ocupó diversos cargos políticos en Corea, entre ellos ministro de Comercio, de Relaciones Exteriores, de Economía y Finanzas, de la Presidencia además de cargos diplomáticos como embajador en Estados Unidos. Su nombramiento como primer ministro fue anunciado por el presidente Lee Myung-bak el 29 de enero de 2008. El presidente lo eligió, al ser licenciado en Ciencias Económicas, para fomentar el desarrollo económico del país.